# Бренді де Херес

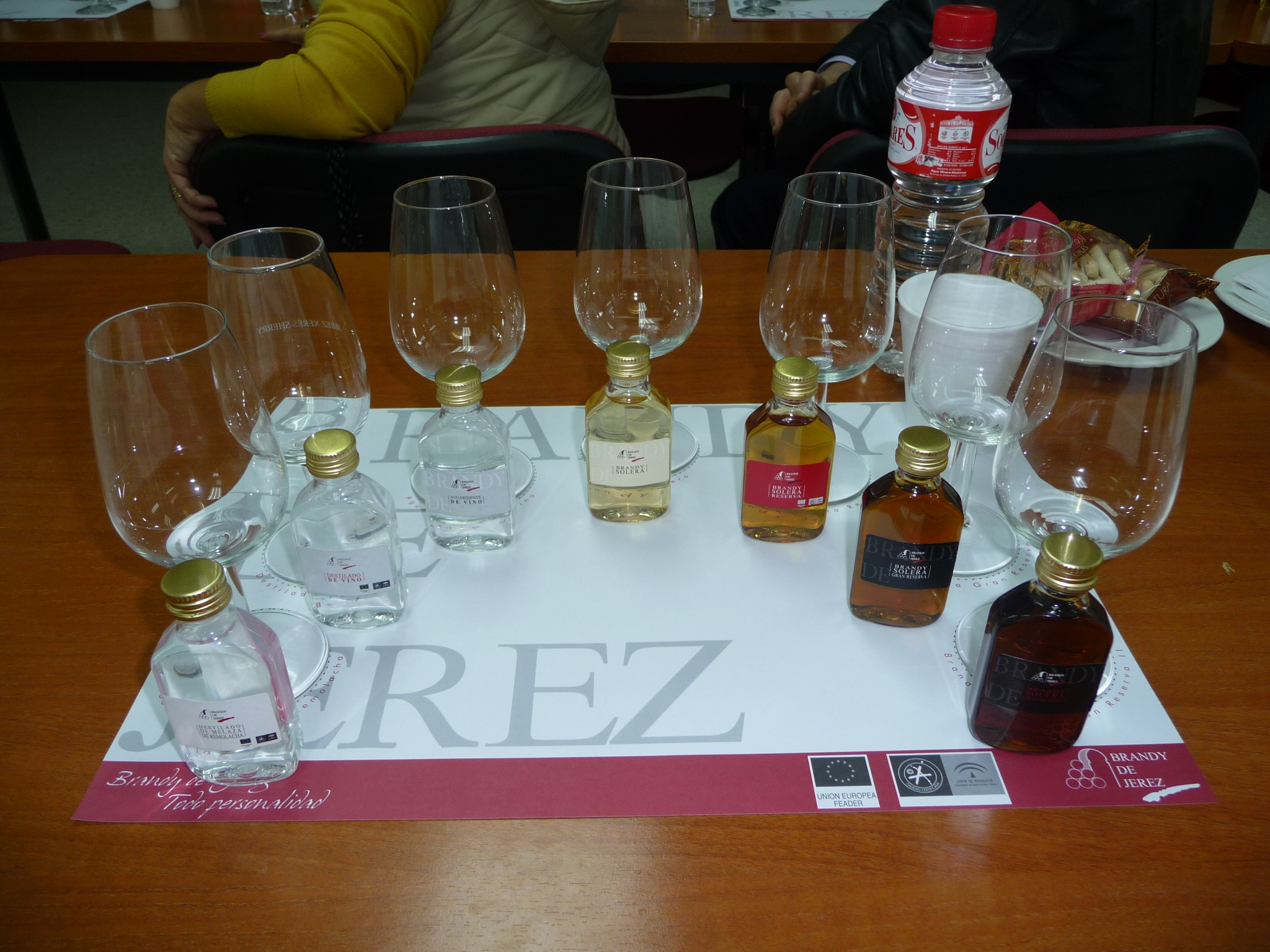
Хересний бренді

Бренді де Х́ерес або х́ересний бренді (ісп. Brandy de Jerez) — традиційний  іспанський алкогольний напій міцністю від 36 до 45  градусів, вироблений зі спирту і винних дистилятів, що витримуються більше 6 місяців в спеціальних дубових бочках з-під  хересу
Виготовляється протягом декількох століть на півдні Іспанії. Витримка хересного бренді дозволяється тільки в особливій області в  Андалусії, відомої як «хересний трикутник», що розташована в провінції  Кадіс між містами  Херéс-де-ла-Фронтера, Санлукар-де-Баррамеда і Ель-Пуерто-де-Санта-Марія.

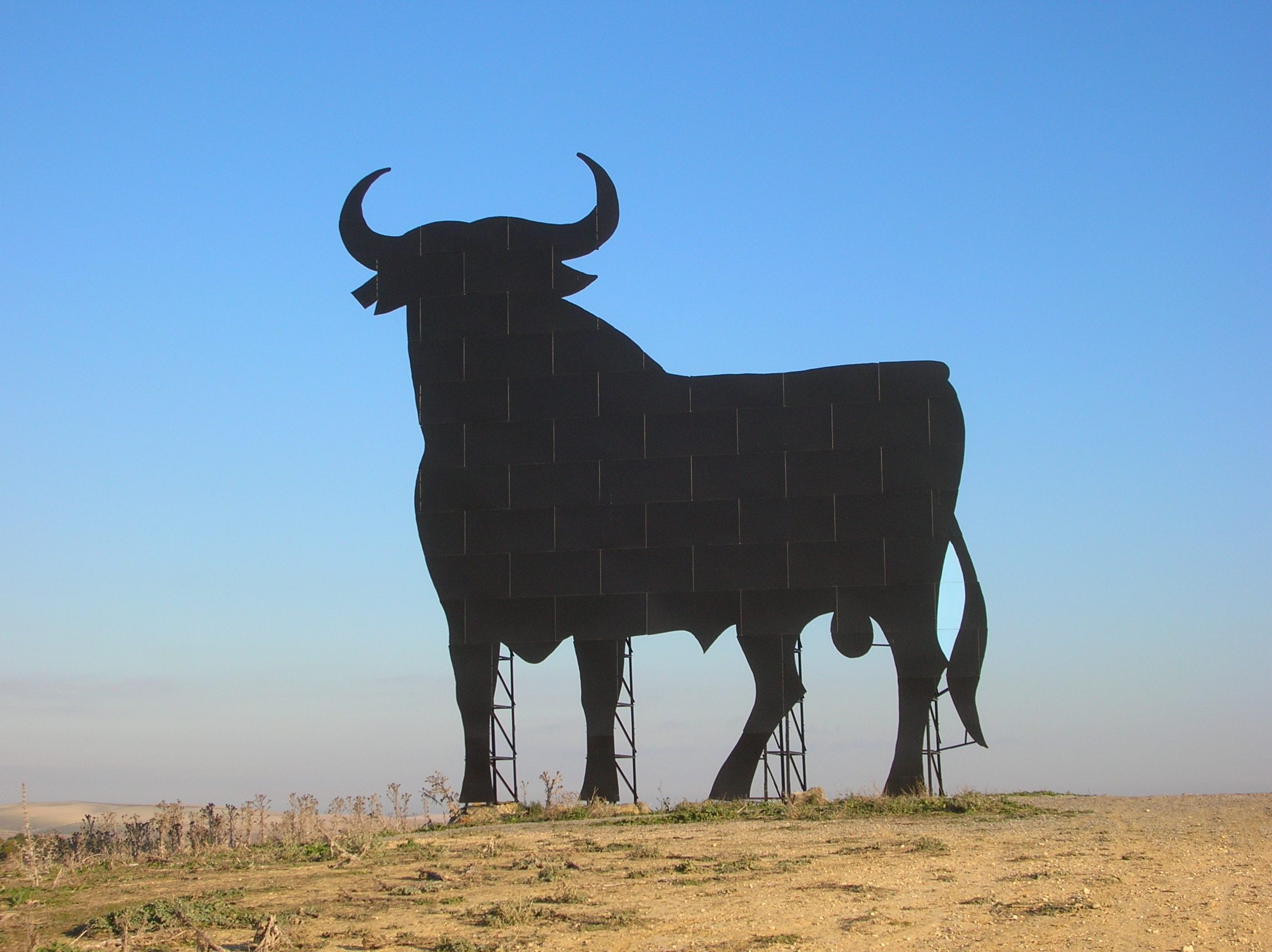
Осборнський бик створювався як реклама бренді Veterano, а став національним символом Іспанії

Для виготовлення напою використовують виноград сортів Айрен і Паломіно.
У рік виробляється близько 76 млн пляшок цього напою.
Англійською називається «шеррі-бренді» (sherry brandy). Не варто плутати з «черрі-бренді» (cherry brandy), вишневим лікером.

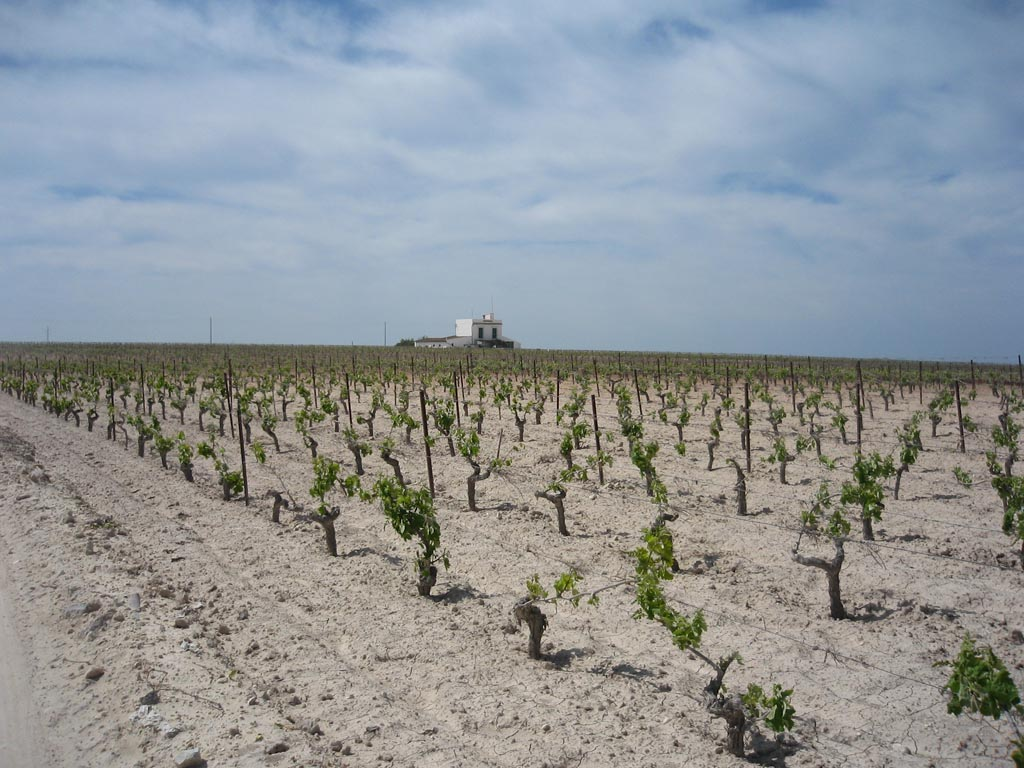
Виноград

## Класифікація
Класифікується за термінами витримки:
- Solera — витримка не менше 6 місяців
- Solera Reserva — витримка не менше трьох років
- Solera Gran Reserva — витримка не менше 10 років

## Провідні виробники

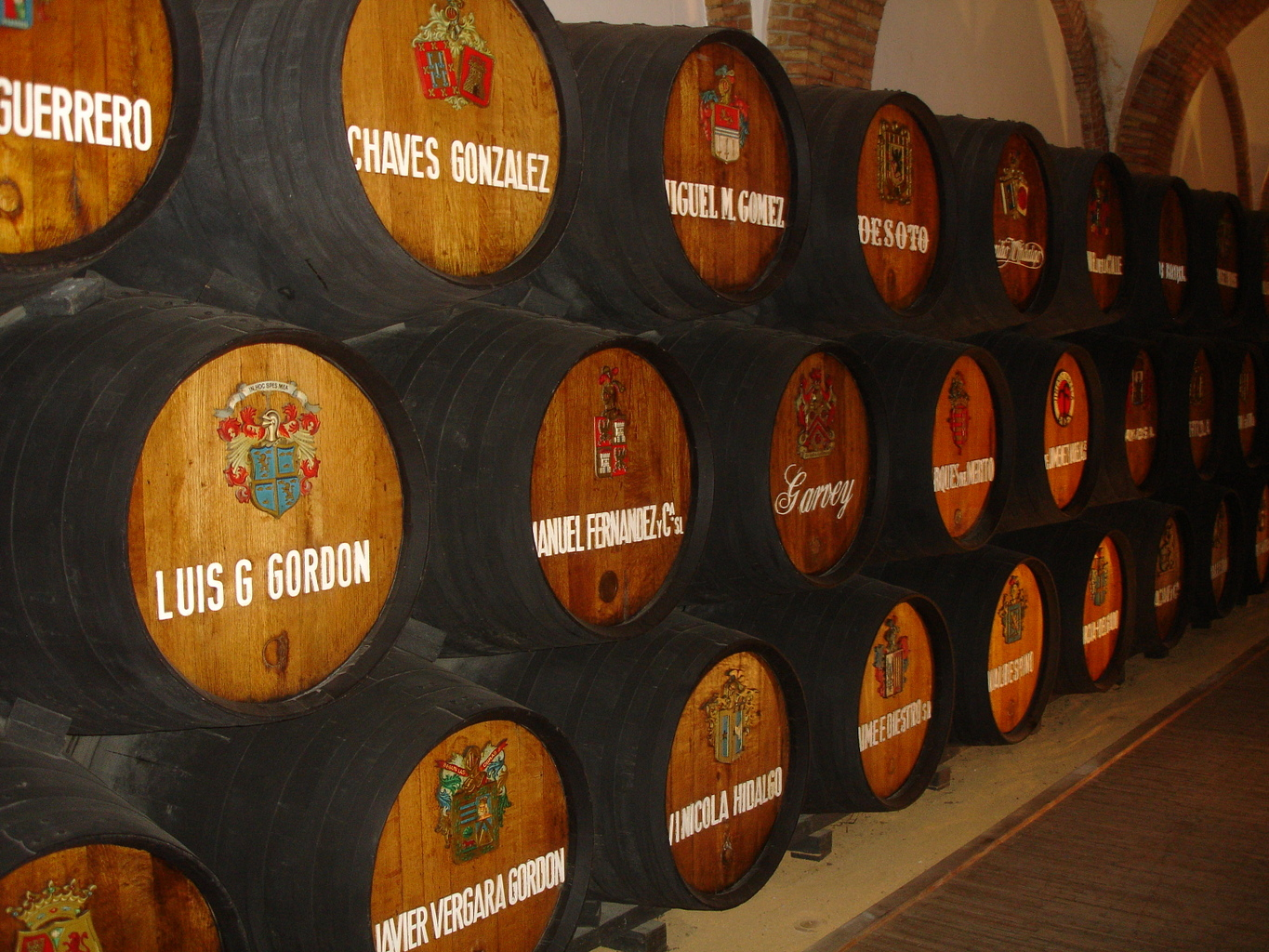
Хересний бренді

- Gonzalez Byass
- Grupo Garvey
- Grupo Estevez
- Sanchez Romate
- Williams & Humbert